# إلياس مبارك
إلياس مبارك (بالألمانية:Elyas M’Barek) هو ممثل نمساوي ، وُلد في التاسع والعشرين من شهر مايو (أيار) عام 1982.

## حياته
نشأ إلياس في حي زيدلنج الواقع في ميونخ، والده من أصل تونسي الذي كان يعمل مطور برمجيات وكانت والدته تعمل ممرضة أصلها نمساوية. لدى إلياس اخين أصغر منه، كما أن اخاه يوسف مبارك هو ممثل أيضًأ وقد مثل معه في فيلم الموجة (Die Welle).
درس إلياس في مدرسة داخلية كاثولوكية في ميتين ، أنهى إلياس دراسته حاصلًا على الثانوية التخصصية من مدرسة ثانوية تخصصية في ميونخ. يعيش إلياس في ميونخ وكان شريكًا تجاريًا لإثنين آخرين في إحدى حانات ميونخ من أكتوبر (تشرين الأول) عام 2015 حتى منتصف عام 2018 .

## حياته الفنية
كان أول ظهور لإلياس في فيلم (فتيات، فتيات:Mädchen, Mädchen) للمخرج دينس غانزل وكان دوره سفاح سيدات. ظهر في مسلسل (تركي للمبتدئين:Türkisch für Anfänger) الذي كان يتم إذاعته على قناة إيه آر دي (ARD) مساءًا ولعب دور شاب تركي الأصل يُدعى ماتشو جميل اوزتورك (Macho Cemil (Cem) Öztürk) تركه والده لينضم لسيدة ألمانيا وأولادها. في عام 2006 حصل إلياس جائزة التلفزيون الألماني لفئة «أفضل ممثل رئيس في المسلسل»، وفي العام ذاته حصد المسلسل جائزة التلفزيون الألماني لفئة «أحسن مسلسل تلفزيوني».
لعب إلياس أحد الأدوار الرئيسة في فيلم (Wholetrain) الذي كان يدور حول الجرافيتي، في عام 2008 مثل دور شاب تركي يُدعى سنان في فيلم (Die Welle) والذي كانت قصته مقتبسة من إحدى الكتب. من عام 2009 حتى عام 2011 قدم دورًا في المسلسل الطبي (مذكرات طبيب:Doctor’s Diary)، وخلال عام 2010 دور الفتى بوشيدوا في مسلسل (الأوقات تغيرك:Zeiten ändern dich). شارك إلياس أيضُا في فيلم (كرة قدم الشيطان:Teufelskicker) بشخصية فلو. في الحادي والعشرين من شهر سبتمبر (أيلول) عام 2010 بدأ أعمال تصوير فيلم (يا له من رجل:What a Man) الذي صدر في السينما الألمانية في شهر أغسطس (أب) عام 2011، وأيضًا في عام 2011 ظهر في فيلم (حتى فترة الاستراحة الكبرى - مدرسة فيمبر جراوسكل الثانوية:Biss zur großen Pause – Das Highschool Vampir Grusical) والذي انتجته شركة (ProSieben Funny Movie). في عام 2012 ظهر إلياس في عدة أفلام سنيمائية وهي (تركي للمبتدئين:Türkisch für Anfänger) و (خمسة أصدقاء: Fünf Freunde) و (الطرق الوعرة:Offroad) و (أكثر مرحًا حتى السحاب: Heiter bis wolkig). في الخامس والعشرين من شهر أكتوبر (تشرين الأول) عام 2012 سجل صوت أحد الأدوار الرئيسة مع يوزفينا برويس في فيلم فندق ترانسيلفانيا. في شهر سبتمير (أيلول) عام 2012 تم تأكيد دور إلياس في سلسلة الأدوات المميتة.
في نوفمبر (تشرين الثاني) عام 2013 صدر الفيلم الكوميدي (اللعنة عليك يا جوته:Fack ju Göhte) والذي لعب فيه دور شخصية تسيكي مولر، ولعب هذه الشخصية مرة أخرى في الجزء الثاني من الفيلم (العنة عليك يا جوته الجزء الثاني: Fack ju Göhte 2)الذي صدر في السنيما في شهر سبتمبر (أيلول)عام 2015. مثل إلياس بجانب كلًا من توم باين وبن كينغسلي في فيلم (الفزيائي:Der Medicus) الذي صدر عام 2013. في فيلم (فتيات الأحلام:Traumfrauen) الذي ظهر في شهر فبراير (شباط) عام 2015 لعب إلياس البطولة بجانب كل من هناه هيتسشبغونج وكاروليني هيرفورت وبالينا ريونسكي وإريس بربن. في شهر نوفمبر (تشرين الثاني) عام 2016 صدر فيلم (مرحبًا في عائلة هارتمان:Willkommen bei den Hartmanns) والذي لعب فيه إلياس شخصية الطبيب طارق بورجر. في شهر أكتوبر (تشرين الأول) عام 2017 كان إلياس «بطل عنوان» مجلة دي بي موبيل (DB Mobil) بمنسابة إصدار الجزء الثالث والأخير من سلسلة أفلام (اللعنة عليك يا جوته: Teils der Fack ju Göhte-Reihe). بداية من شهر ديسمبر (كانون الأول) عام 2017 صدر له فيلم (هذا القلب الغبي:Dieses bescheuerte Herz).
إن إلياس عضو في الرابطة الاتحادية للتمثيل.

## الأفلام السنيمائية
| السنة | الفيلم |
| ----- | --- |
| 2001  | Mädchen, Mädchen (فتيات، فتيات) |
| 2002  | Epsteins Nacht (ليلة ابيشتين) |
| 2006  | Wholetrain (القطار بأكمله) |
| 2008  | Die Welle (الموجة) |
| 2009  | Männerherzen (قلوب الرجال) |
| 2009  | Zweiohrküken (أذنان الكتكوت) |
| 2010  | Teufelskicker (كرة قدم الشيطان) |
| 2010  | Zeiten ändern dich (الأوقات تغيرك) |
| 2011  | What a Man (يا له من رجل) |
| 2011  | Wickie auf großer Fahrt (فيكي في رحلة كبيرة) |
| 2012  | Offroad (الطرق الوعرة) |
| 2012  | Türkisch für Anfänger (تركي للمبتدئين) |
| 2012  | Fünf Freunde (خمس أصدقاء) |
| 2012  | Heiter bis wolkig (أكثر مرحًا حتى السحاب) |
| 2013  | Chroniken der Unterwelt – City of Bones (The Mortal Instruments: City Of Bones) (يوميات العالم السفلي -مدينة العظام (السلسة المميتة: مدينة العظام) |
| 2013  | Fack ju Göhte (اللعنة عليك يا جوته) |
| 2013  | Der Medicus (الفزيائي) |
| 2014  | Who Am I – Kein System ist sicher (من أنا - لا نظام آمن)                                                                                           |
| 2014  | Männerhort (مأمن الرجال) |
| 2015  | Traumfrauen (فتيات الأحلام) |
| 2015  | Fack ju Göhte 2 (اللعنة عليك يا جوته الجزء الثان)                                                                                                  |
| 2016  | Willkommen bei den Hartmanns (مرحبًا في عائلة هارتمان)                                                                                              |
| 2017  | Bullyparade – Der Film (Cameo) (استعراض الفتوة -الفيلم)                                                                                            |
| 2017  | Fack ju Göhte 3 (اللعنة عليك يا جوته الجزء الثالث)                                                                                                 |
| 2017  | Dieses bescheuerte Herz (هذا القلب الغبي) |

## الأفلام التلفزيونية
| السنة | الفيلم |
| ----- | --- |
| 2001  | Riekes Liebe (حب ريكي)                                                                                         |
| 2002  | Ich schenk dir einen Seitensprung (أرسلك الخيانة الزوجية)                                                      |
| 2003  | Die Stimmen (الأصوات)                                                                                          |
| 2006  | Deutschmänner (الرجال الألمان)                                                                                 |
| 2010  | Undercover Love (حب متخفي)                                                                                     |
| 2011  | Rottmann schlägt zurück (غوتمن يضرب من جديد)                                                                   |
| 2011  | Biss zur großen Pause – Das Highschool Vampir Grusical (حتى وقت الراحة الكبير - مدرسة فامبير جروسكال الثانوية) |

## المسلسلات التلفزيونية
| السنة     | المسلسل                                                                        | ملاحظات                                              |
| --------- | ------------------------------------------------------------------------------ | ---------------------------------------------------- |
| 2002      | Verdammt verliebt (لعنة الحب)                                                  | حلقة: تسلل يولا (Jule im Abseits)                    |
| 2002      | Samt und Seide (قطيفة وحرير)                                                   | -                                                    |
| 2002      | Tatort(مسلسل جريمة)                                                            | حلقة Totentanz                                       |
| 2003      | Forsthaus Falkenau                                                             | حلقة: الثقة (Vertrauen)                              |
| 2004      | Schulmädchen (فتاة المدرسة)                                                    | -                                                    |
| 2005      | Alarm für Cobra 11 – Einsatz für Team 2 (تنذار لكوبرا 11 - مهمة للفريق اثنان)  | حلقة: حماية الشهود (Zeugenschutz)                    |
| 2006      | Abschnitt 40 (مقطع 40)                                                         | حلقة: أسلحة الخدمة (Dienstwaffen)                    |
| 2006-2008 | Türkisch für Anfänger (تركي للمبتدئين)                                         | -                                                    |
| 2007-2008 | KDD – Kriminaldauerdienst (كا ده ده - فترة الخدمة الإجرامية)                   | -                                                    |
| 2008      | Großstadtrevier (إقليم المدينة الكبيرة)                                        | حلقة: سر ميناء القس (Das Geheimnis des Hafenpastors) |
| 2008      | Im Namen des Gesetzes (باسم القانون)                                           | حلقة: أيام المدرسة (Schulzeit)                       |
| 2008      | Doctor’s Diary (يوميات طبيب)                                                   | -                                                    |
| 2009      | Rosa Roth (روزا روت)                                                           | حلقة: الفتاة من سومي (Das Mädchen aus Sumy)          |
| 2009      | Tatort – Familienaufstellung (مسلسل الجريمة - قائمة العائلة)                   | -                                                    |
| 2009      | Nachtschicht (النوبة الليلة)                                                   | حلقة: نحن الشرطة (Wir sind die Polizei)              |
| 2009      | Notruf Hafenkante (حافة الطوارئ)                                               | حلقة: ضرب (Knock Out)                                |
| 2009-2011 | Doctor’s Diary (يوميات طبيب)                                                   | -                                                    |
| 2009      | Alarm für Cobra 11 – Die Autobahnpolizei (إنذار لكوبرا 11- شرطة الطريق السريع) | حلقة: العدو الحبيب (:Geliebter Feind)                |
| 2010      | Danni Lowinski (داني لوفينسكي)                                                 | -                                                    |
| 2010      | SOKO 5113 (زوكو 5113)                                                          | حلقة: الغرفة105 (Zimmer 105)                         |
| 2012      | Die Märchenstunde (ساعة الحكيات الخيالية)                                      | حلقة كاليف شتغوش (Kalif Storch)                      |
| 2013      | Bully macht Buddy (البلطجة تصنع الصداقة)                                       | حلقة المسلم (Der Müslimann)                          |

## الدبلجة
| السنة | الفيلم                                    | الشخصية    |
| ----- | ----------------------------------------- | ---------- |
| 2012  | فندق ترانسيلفانيا ( Hotel Transsilvanien) | Jonathan   |
| 2013  | جامعة المرعبين ( Die Monster Uni)         | Art        |
| 2014  | بادنغتون (Paddington )                    | Paddington |
| 2017  | بادنغتون الجزء الثاني Paddington          | Paddington |

## أفلام قصيرة
| السنة | الفيلم                           |
| ----- | -------------------------------- |
| 2014  | Feier den Moment (احتفل باللحظة) |

## الجوائز

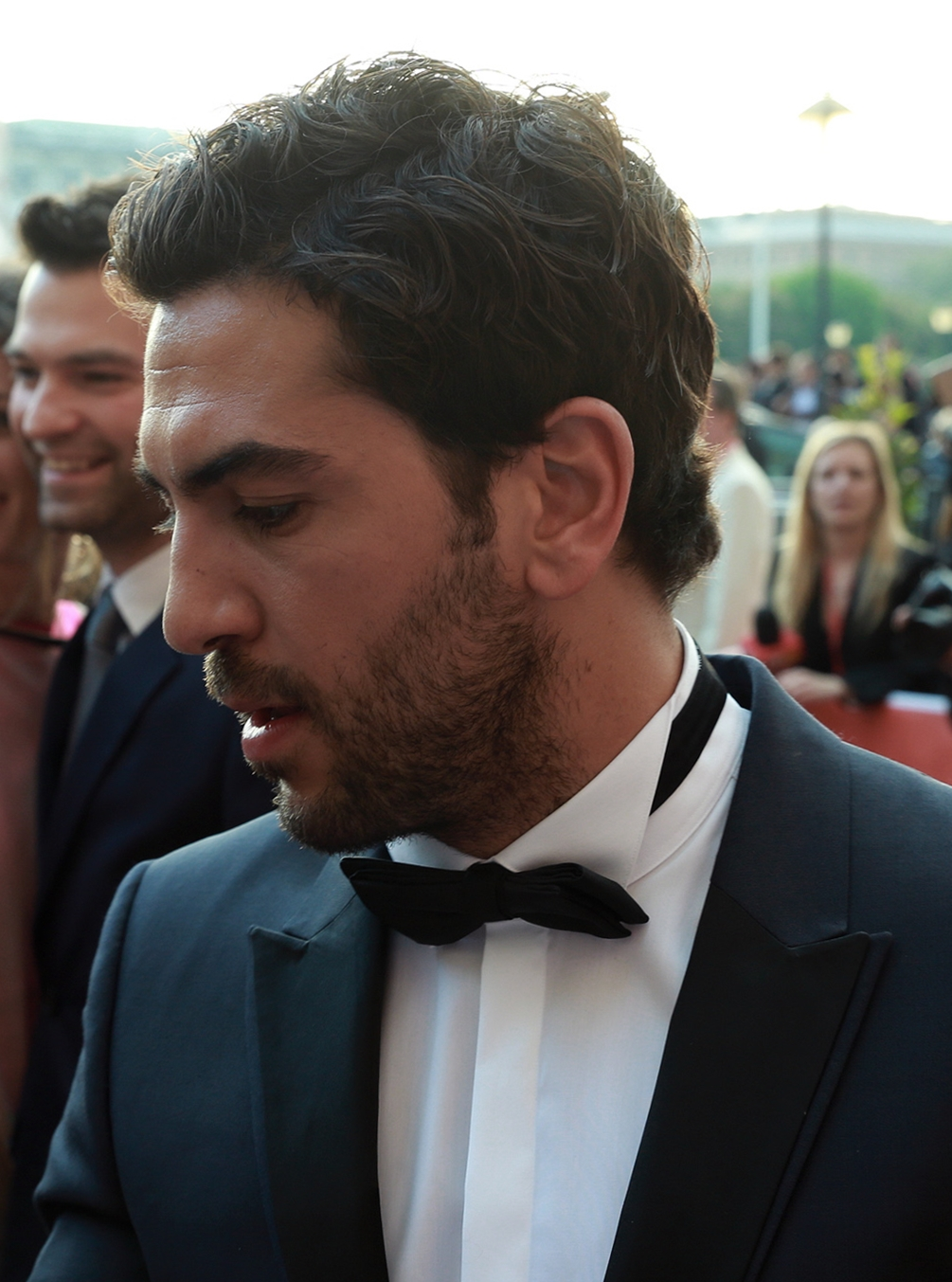
إلياس على السجادة الحمراء في حفل توزيع جوائز رومي (Romy) عام 2014

- 2012: جائزة بامبي لدوره في مسلسل Türkisch für Anfänger
- 2013: جائزة يوبتر لفئة أفضل ممثل ألماني عن فيلم Heiter bis wolkig
- 2013: وسام العام مُقدم من الجريدة المسائية لميونخ لفيلم Fack ju Göhte [17]
- 2014: جائزة رومي لفئة أفضل ممثل عن فيلم Fack ju Göhte
- 2014: ميداية المساهمات المتميزة من مقاطعة بافاريا في أوروبا المتوحدة
- 2014: رجل العام من مجلة جي كيو
- 2015: رُشح لجائزة الأنيميشن الألمانية عن فيلم Paddington
- 2018: جائزة رومي لفئة أكثر ممثل محبوب في السنيما والتلفاز

## وصلات خارجية
- إلياس مبارك على موقع IMDb (الإنجليزية)
- إلياس مبارك على موقع مونزينجر (الألمانية)
- إلياس مبارك على موقع ألو سيني (الفرنسية)
- إلياس مبارك على موقع ميوزك برينز (الإنجليزية)
- إلياس مبارك على موقع أول موفي (الإنجليزية)
- إلياس مبارك على موقع قاعدة بيانات الأفلام السويدية (السويدية)
- إلياس مبارك على موقع ديسكوغز (الإنجليزية)
- إلياس مبارك على موقع قاعدة بيانات الفيلم (الإنجليزية)
- إلياس مبارك على موقع كينوبويسك (الروسية)
- صفحة إلياس على موقع IMDB (باللغة الإنجليزية)
- صفحة إلياس على موقع filmportal (باللغة الألمانية)
- صفحة إلياس على موقع Agenturprofil (باللغة الألمانية)
- مقابلة مع إلياس على جريدة Jungle World(باللغة الألمانية)
- مقابلة إلياس مع جريدة Frankfurter Allgemeine Sonntagszeitung (باللغة الألمانية)